# Uri'el Lin
Uri'el Lin (hebrejsky: אוריאל לין) je izraelský politik a bývalý poslanec Knesetu za stranu Likud.

## Biografie
Narodil se 2. dubna 1935 v Jeruzalému. Vystudoval důstojnickou školu v Haifě, práva na Hebrejské univerzitě a na University of California v Berkeley. Získal osvědčení pro výkon povolání právníka.

## Politická dráha
V letech 1965–1970 byl právním poradcem textilní firmy Ata, v letech 1972–1979 byl výkonným ředitelem textilky Jerusalem Jersey. V letech 1982–1984 působil jako vysoký úředník na Ministerstvu energetiky a infrastruktury Izraele. Byl členem Liberální strany (později jedna z ustavujících částí strany Likud). Od roku 1992 vedl vlastní právní firmu.
V izraelském parlamentu zasedl poprvé po volbách v roce 1984, do nichž šel za stranu Likud. Byl členem výboru pro ústavu, právo a spravedlnost, výboru práce a sociálních věcí, výboru pro imigraci a absorpci a výboru pro ekonomické záležitosti. Předsedal podvýboru pro energetiku, podvýboru pro dopravní nehodovost a vyšetřovací komisi pro dopravní nehodovost. Mandát obhájil ve volbách v roce 1988, opět na kandidátní listině Likudu. Zasedal jako člen ve výboru pro ústavu, právo a spravedlnost, výboru House Committee a výboru pro ekonomické záležitosti. Ve volbách v roce 1992 nebyl zvolen.